# Lệ Thủy, Chiết Giang
Lệ Thủy (giản thể: 丽水市; phồn thể: 麗水市; bính âm: Líshuǐ Shì) là một địa cấp thị nằm ở phía tây nam tỉnh Chiết Giang, Trung Quốc. Thành phố này giáp Cù Châu, Kim Hoa và Thai Châu về phía bắc, Ôn Châu phía đông nam và tỉnh Phúc Kiến về phía tây nam.

## Các đơn vị hành chính
Địa cấp thị Lệ Thủy quản lý 9 đơn vị hành chính gồm 1 quận, 1 thành phố cấp huyện, 6 huyện và 1 huyện tự trị.
- Quận Liên Đô (莲都区)
- Thành phố cấp huyện Long Tuyền (龙泉市)
- Huyện Thanh Điền (青田县)
- Huyện Tấn Vân (缙云县)
- Huyện Vân Hòa (云和县)
- Huyện Khánh Nguyên (庆元县)
- Huyện Toại Xương (遂昌县)
- Huyện Tùng Dương (松阳县)
- Huyện tự trị dân tộc Thủy Cảnh Ninh (景宁畲族自治县)

Các đơn vị trên đây được chia ra 64 trấn, 128 hương.